# Ariocarpus

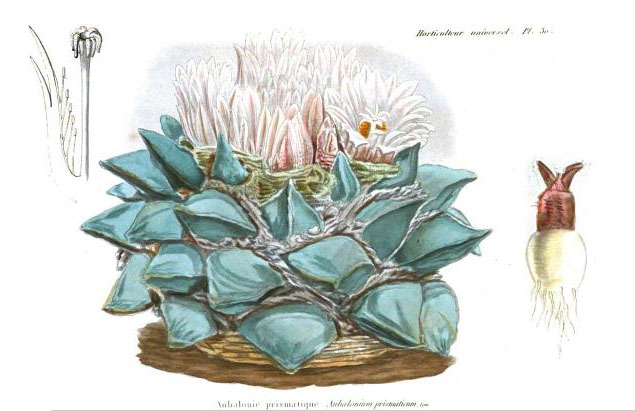
Morfologia Ariocarpus prismaticum

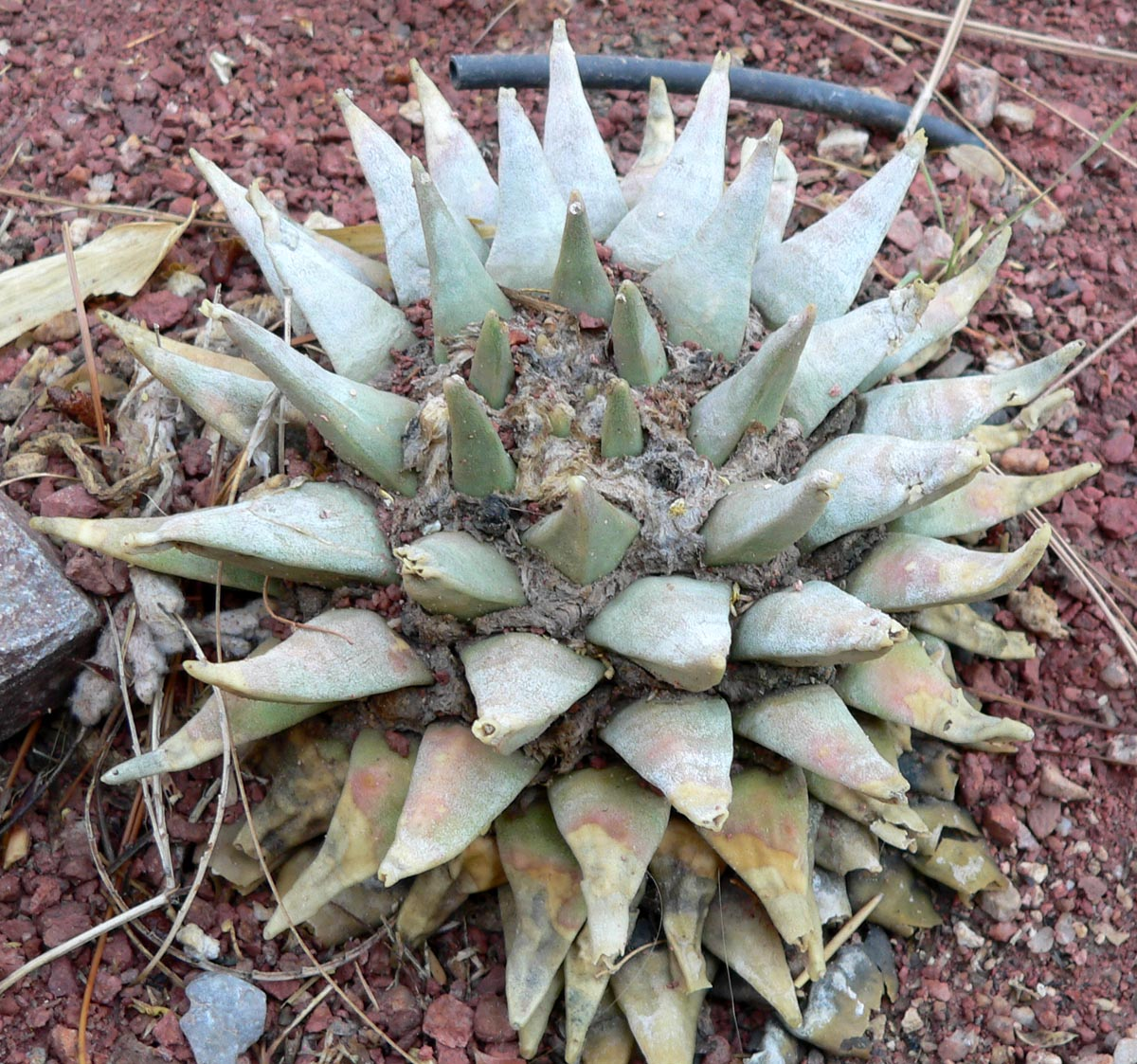
Ariocarpus retusus

Ariocarpus Scheidw. – rodzaj sukulentów z rodziny kaktusowatych. Należy do niego 6 gatunków występujących w Ameryce Północnej (Teksas, Meksyk).

## Morfologia i biologia
Gatunki wolnorosnące, występujące na kwaśnych glebach. Nie posiadają cierni, natomiast ich aksille w kolorze szarym lub zielonym nachodzą na siebie i wyglądem przypominają u niektórych gatunków liście agawy, u innych kamienie. Niektóre gatunki na szczycie pędu posiadają meszkowate włoski. Kwiaty w zależności od gatunku kremowe, żółte, różowe lub purpuroworóżowe.

## Systematyka
Synonimy
Anhalonium Lem., Neogomesia Castaneda, Neogomezia Buxb., Roseocactus A.Berger, Stromatocactus Karw. ex Rumpler.
Pozycja systematyczna według APweb (2001...) (aktualizowany system APG III z 2009)
Rodzaj z rodziny kaktusowatych (Cactaceae) wchodzącej w skład rzędu goździkowców (Caryophyllales) w obrębie dwuliściennych właściwych. W obrębie rodziny zaliczany do plemienia Cacteae i podrodziny Cactoideae.
Pozycja w systemie Reveala (1993–1999)
Gromada okrytonasienne (Magnoliophyta Cronquist), podgromada Magnoliophytina Frohne & U. Jensen ex Reveal, klasa Rosopsida Batsch, podklasa goździkowe (Caryophyllidae Takht.), nadrząd Caryophyllanae Takht., rząd goździkowce (Caryophyllales Perleb), podrząd Cactineae Bessey in C.K. Adams, rodzina kaktusowate (Cactaceae Juss.), rodzaj Ariocarpus Scheidw.
Gatunki
- Ariocarpus agavoides (Castaneda) E. F. Anderson
- Ariocarpus bravoanus H. M. Hern. & E. F. Anderson
- Ariocarpus × drabi Halda & Sladk.
- Ariocarpus fissuratus (Engelm.) K. Schum.
- Ariocarpus kotschoubeyanus (Lem.) K. Schum.
- Ariocarpus retusus Scheidw.
- Ariocarpus scaphirostris Boed.

## Zagrożenia
Wszystkie gatunki z tego rodzaju znajdują się pod ochroną Konwencji Waszyngtońskiej, gdyż są zagrożone wyginięciem. Istotną przyczyną jest ich nielegalne pozyskiwanie do hodowli ze stanowisk naturalnych. Wszystkie gatunki wymienione są przez IUCN w Czerwonej księdze gatunków zagrożonych jako gatunki zagrożone lub wymierające, jedynie Ariocarpus retusus określony został jako gatunek najmniejszej troski. W Europie ich sprzedaż jest niedozwolona.